# Handcross
Handcross – wieś w Anglii, w hrabstwie West Sussex, w dystrykcie Mid Sussex. Leży 48 km na północny wschód od miasta Chichester i 51 km na południe od Londynu.